# Domínio (análise complexa)
Na análise complexa um domínio significa geralmente um subconjunto conectado aberto do plano complexo {\displaystyle \mathbb {C} } ou de {\displaystyle \mathbb {C} ^{n}}.